# Ixorhea
- Commons
- Wikispecies

Ixorhea é um gênero de plantas pertencente à família Boraginaceae.

## Espécies
- Ixorhea tschudiana